# Montjoire
Montjoire (em occitano:  Montjòire) é uma comuna francesa na região administrativa da Occitânia, no departamento do Alto Garona. Estende-se por uma área de 20.29 km², com 1.283 habitantes, segundo o censo de 2018, com uma densidade de 63 hab/km².